# Camptopoeum altaicum
Camptopoeum altaicum là một loài Hymenoptera trong họ Andrenidae. Loài này được Morawitz mô tả khoa học năm 1892.